# East Meon
East Meon is een civil parish in het bestuurlijke gebied East Hampshire, in het Engelse graafschap Hampshire met 1257 inwoners.